# The Soul Assassins
I Soul Assassins sono un collettivo di musicisti e artisti legato al gruppo hip hop statunitense Cypress Hill e formatosi negli anni novanta.
Nel 1997 e nel 2000 escono due album a nome Soul Assassins. In entrambi gli album compare un nutrito numero di rappers ed entrambi sono quasi interamente prodotti dal beatmaker dei Cypress Hill DJ Muggs, se si fa eccezione per alcuni contributi di The Alchemist (tre canzoni) e di DJ Khalil (una canzone) nel secondo album.

## Componenti

### Musicisti
- Cypress Hill
- Chace Infinite
- The Alchemist
- DJ Khalil
- Fredwreck
- Everlast
- GZA
- DJ Solo
- La Coka Nostra
- Sick Jacken
- Cynic
- DJ Warrior
- Skinhead Rob
- Danny Diablo
- Buc Fifty

Un tempo ne facevano parte anche gli House of Pain (Everlast, DJ Lethal e Danny Boy). Dopo l'uscita, nel 1994, del secondo album degli House of Pain, una faida scoppiata tra questi ultimi e i Cypress Hill li spinse a lasciare il collettivo. Everlast si riunì nuovamente con i Soul Assassins dopo avere intrapreso la propria carriera solista.

### Artisti grafici
- Mister Cartoon
- Estevan Oriol
- Rob Abeyta

## Discografia

### Album
- 1997 - Soul Assassins Chapter I (Columbia)
- 2000 - Soul Assassins Chapter II (RuffLife/Intonation)
- 2008 - Soul Assassins Chapter III (Gold Dust)

### Singoli
- 1997 - Puppet Master (feat. B-Real e Dr. Dre)
- 2000 - When the Fat Lady Sings (feat. GZA)